# R̀
Cette page contient des caractères spéciaux ou non latins. S’ils s’affichent mal (▯, ?, etc.), consultez la page d’aide Unicode.
R̀ (minuscule : r̀), appelé R accent grave, est un graphème utilisé dans la notation de phonologie ou de poésie du croate, du serbe ou du slovène. Il s’agit de la lettre R diacritée d'un accent grave.

## Utilisation
En croate et serbe, le r accent grave peut être utilisé pour représenter un r court au ton montant.

## Représentations informatiques
Le R accent grave peut être représenté avec les caractères Unicode suivants (latin de base, diacritiques) :
| formes    | représentations | chaînes de caractères | points de code | descriptions                                       |
| --------- | --------------- | --------------------- | -------------- | -------------------------------------------------- |
| capitale  | R̀               | R◌̀                    | U+0052 U+0300  | lettre majuscule latine r diacritique accent grave |
| minuscule | r̀               | r◌̀                    | U+0072 U+0300  | lettre minuscule latine r diacritique accent grave |